# 博肯
博肯（挪威語：Bokn）是挪威羅加蘭郡的一個市镇，行政中心为弗勒斯維克村。市镇面积为47平方公里，人口数量为852人（2020年），人口密度为每平方公里19.1人。